# 月面座標

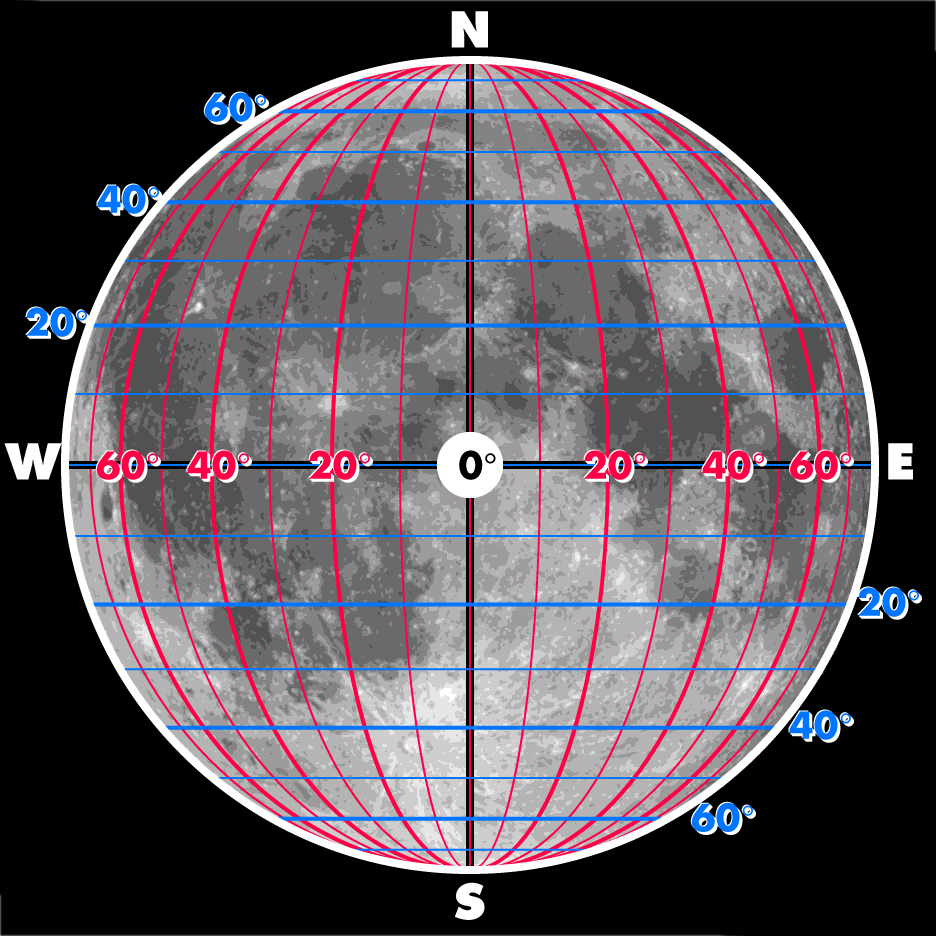

月面座標（げつめんざひょう、英: Selenographic coordinates）は、月面上の位置を参照するのに用いられる座標である。月面上の任意の点は、地球の緯度と経度に相当する2つの値によって一意に指定できる。月面経度は、地球から見た月の表のほぼ中央を通る月の子午線から東または西方向への位置を表す。月面緯度は、月の赤道から北または南方向への位置を表す。どちらの数値も度（°）の単位で表される。
月面座標系の基準位置は、小さなボウル型のクレーターであるメスティングAを基準点として定義される。このクレーターの月面座標は、次のように定義される。
緯度:南緯3°12′43.2″
経度:西経5°12′39.6″
座標系は、月レーザー測距実験のおかげで非常に正確になった。
経度が90°を超えると、月の裏となり、秤動によらなければ地球からは見えなくなる。

## 月面余経度
月面余経度(selenographic colongitude)は、子午線から西向きに測った月の朝の明暗境界線の経度である。朝の明暗境界線は、月面上で半円を形成し、太陽がちょうど上ってくる地点である。月面余経度の値は次第に大きくなり、0°から359°まで増加する。
月相が上弦の月になると、太陽は月の子午線から上る。この位置が月面余経度0°と定義される。従って、満月の時の月面余経度は90°、下弦の月の時は180°、新月の時は270°となる。
日光の入射角が小さいと、月面の構造の影は長くなる。そのため、明暗境界線付近は、望遠鏡での月の構造の観測や撮影に最も適している。そのため、月面の特定の構造を観測しようとする時には、明暗境界線の位置を知る必要がある。月面余経度は、このような目的に用いられる。
月面余経度の値に180°を足せば、夜の明暗境界線になる。

## 月面緯度
地球上における緯度に相当する概念である。月の赤道を0°とし、南北に90°までであらわす。

## 月面経度
地球上における経度に相当する概念である。地球から見た月の平均的な中心を通る子午線を0°とし、東西に180°までであらわす。
月面経度は、本初子午線から東及び西向きの両側に測定する方式がある。特定の向きがない場合、東向きが優先される。
おおよそ、月の本初子午線は、地球から見える面の真ん中付近にある。正確にいうと、月には多くの座標系が定義されており、それぞれが若干異なった本初子午線を持つ。国際天文学連合は、"平均地球/極軸"系を推奨しており、この系では本初子午線は、月の中心と地球の中心を結んだ平均の位置となる。